# Herbita sixola
Herbita sixola là một loài bướm đêm trong họ Geometridae.